# Vive Latino Chile 2007
Primera versión del célebre festival musical Vive Latino realizada en Chile, siendo la primera ocasión que dicho evento sale de las fronteras de México. El festival se celebró el domingo 15 de abril de 2007 en el recinto Club Hípico de Santiago de Chile, tres años después de un primer intento fallido por llevarlo a cabo en el mismo país, y que fue cancelado por baja venta de entradas. 
Contando con un total de 55 bandas provenientes principalmente de Chile, Argentina y México, el festival contó con 3 escenarios simultáneos, una duración de 12 horas y un marco de público aproximado de 50.000 asistentes. La principal atracción del festival fue la banda inglesa Keane, grupo mainstream en la década de 2000.

## Bandas
La lista de bandas según el escenario en que se presentaron y su orden de aparición es el siguiente, indicando a su vez la nacionalidad de las bandas extranjeras :

### Escenario Verde
- Funk Attack
- La Floripondio
- De Saloon
- Zoé (México)
- Los Amigos Invisibles (Venezuela)
- Los Miserables
- El Otro Yo (Argentina)
- Los Bunkers
- Jorge González
- Divididos (Argentina)
- Los Tres
- Attaque 77 (Argentina)
- Rata Blanca (Argentina)

### Escenario Amarillo
- Fiskales Ad-Hok
- La Tabaré (Uruguay)
- Gonzalo Yáñez
- División Minúscula (México)
- Chetes (México)
- Plastilina Mosh (México)
- Sinergia
- Catupecu Machu (Argentina)
- Chancho En Piedra
- Vicentico (Argentina)
- Los Jaivas
- Babasónicos (Argentina)
- Keane (Inglaterra, única banda no latina)

### Escenario Blanco
- Keko Yoma y Guachupé
- El Cruce
- Sin Perdón
- The Ganjas
- Fahrenheit
- Juana Fé
- Papanegro
- Francisca Valenzuela
- Siloe De Izan (España)
- Casanova
- Silvestre
- Los Ex
- Tronic
- Difuntos Correa
- Horcas (Argentina)
- Quique Neira + Go
- Tiro de Gracia
- Alamedas
- Teleradio Donoso
- Rubia (España)
- La Mano Ajena
- Golem
- Funkreal
- Sonora de Llegar
- Cutus Clan
- Santo Barrio
- Cholomandinga
- Flavio y la Mandinga (Argentina)